# Mikael Ericsson
Mikael Ericsson (Umeå, 28 februari 1960) is een Zweeds voormalig rallyrijder. In zijn carrière won hij twee WK-rally's, beide in het seizoen 1989. Hij is actief geweest voor verschillende fabrieksteams, waaronder die van Lancia en Toyota.

## Carrière
Mikael Ericsson debuteerde in 1978 in de rallysport, en hij maakte tijdens de WK-ronde van Zweden in 1981 zijn eerste opwachting in het Wereldkampioenschap rally. Midden jaren tachtig begon hij zich met Groep A Audi quattro's te profileren in het Zweeds rallykampioenschap en internationale evenementen, waaronder ook in WK-rally's. Dit resulteerde in een contract bij het fabrieksteam van Lancia in het seizoen 1986, waarvoor Ericsson dat jaar een geselecteerd programma afwerkte als vervanger van sterrijder Henri Toivonen, die kort daarvoor overleed in een tragisch ongeluk tijdens de WK-ronde in Corsica. Ericsson bleef
enkele jaren actief voor het Italiaanse team, maar een goed huwelijk werd het nooit tussen de twee. Met rijders als Markku Alén en Miki Biasion als collega teamleden, bleek het voor Ericsson moeilijk om zijn plek hierbinnen af te dwingen. Wanneer resultaten uitbleven, hing de dreiging van ontslag dan ook in de lucht. Toch liet Ericsson zijn potentie op momenten zien met enkele podium resultaten. Maar nadat hem al bekend was dat zijn contract bij het team ontbonden zou worden, won hij in Argentinië 1989, nota bene in zijn laatste optreden in dienst van Lancia, zijn eerste WK-rally. Als contract loze rijder nam hij vervolgens deel aan de eerstvolgende WK-rally in Finland voor Mitsubishi. Nadat de vooraf bestempelde favorieten met problemen kampten, wist Ericsson vrij onverwachts de rally met de Mitsubishi Galant VR-4 te winnen, wat tevens de debuutzege voor deze auto betekende in het kampioenschap.
Deze resultaten bracht hem een zitje bij het fabrieksteam van Toyota voor het 1990 seizoen. Daar wist hij echter de stormachtige opkomst van teamgenoot Carlos Sainz niet te doorbreken, alhoewel hij nog wel een aantal verdienstelijke resultaten op zijn naam wist te schrijven. Zijn teneur bij het team duurde uiteindelijk drie seizoenen lang. In het seizoen 1993 reed hij voor thuispubliek in Zweden nog in een fabrieksingeschreven Ford Escort RS Cosworth, maar viel hierin echter uit. Inmiddels had hij zijn motivatie grotendeels verloren en kort daarna beëindigde hij dan ook zijn carrière als actief rallyrijder.
Tegenwoordig fungeert Ericsson binnen de auto industrie als bestuursvoorzitter. In de laatste jaren neemt hij als amateur ook weer regelmatig deel aan rally's in Zweden.

## Complete resultaten in het Wereldkampioenschap rally

### Overwinningen
| Nr. | Seizoen | Rally                 | Navigator      | Auto                   |
| --- | ------- | --------------------- | -------------- | ---------------------- |
| 1   | 1989    | 9º Rally Argentina    | Claes Billstam | Lancia Delta Integrale |
| 2   | 1989    | 39th 1000 Lakes Rally | Claes Billstam | Mitsubishi Galant VR-4 |

### Overzicht van deelnames
| Seizoen | Inschrijving                     | Auto                    | 1     | 2      | 3      | 4     | 5     | 6      | 7      | 8      | 9      | 10    | 11    | 12     | 13     | 14  | Pos. | Punten |
| ------- | -------------------------------- | ----------------------- | ----- | ------ | ------ | ----- | ----- | ------ | ------ | ------ | ------ | ----- | ----- | ------ | ------ | --- | ---- | ------ |
| 1981    | Mikael Ericsson                  | Volkswagen Golf GTI     | MON   | ZWE 28 | POR    | KEN   | FRA   | GRI    | ARG    | BRA    | FIN    | ITA   | IVK   | GBR    |        |     | -    | 0      |
| 1982    | Mikael Ericsson                  | Audi 80 Coupé           | MON   | ZWE 10 | POR    | KEN   | FRA   | GRI    | NZL    | BRA    | FIN    | ITA   | IVK   |        |        |     | 66   | 1      |
| 1982    | Audi Sport Sweden                | Audi Coupé quattro      |       |        |        |       |       |        |        |        |        |       |       | GBR 21 |        |     | 66   | 1      |
| 1983    | Team Audi Sweden                 | Audi 80 Coupé           | MON   | ZWE 8  | POR    | KEN   | FRA   | GRI    | NZL    | ARG    |        |       |       |        |        |     | 42   | 3      |
| 1983    | Team Audi Sweden                 | Audi 80 quattro         |       |        |        |       |       |        |        |        | FIN NF | ITA   | IVK   | GBR    |        |     | 42   | 3      |
| 1984    | Mikael Ericsson                  | Audi 80 quattro         | MON   | ZWE NF | POR    | KEN   | FRA   | GRI    | NZL    | ARG    | FIN NF | ITA   | IVK   | GBR 10 |        |     | 70   | 1      |
| 1985    | Mikael Ericsson                  | Audi 80 quattro         | MON   | ZWE 7  | POR    | KEN   | FRA   | GRI    | NZL    | ARG    |        |       |       | GBR NF |        |     | 33   | 7      |
| 1985    | Blue Rose Team                   | Audi 80 quattro         |       |        |        |       |       |        |        |        | FIN 8  | ITA   | IVK   |        |        |     | 33   | 7      |
| 1986    | Audi Sport                       | Audi 90 quattro         | MON   | ZWE 4  | POR    | KEN   | FRA   |        |        |        |        |       |       |        |        |     | 8    | 28     |
| 1986    | Lancia Martini                   | Lancia Delta S4         |       |        |        |       |       | GRI NF | NZL 4  | ARG    | FIN 5  | IVK   | ITA   | GBR NF | VST    |     | 8    | 28     |
| 1987    | Lancia Martini                   | Lancia Delta HF 4WD     | MON   | ZWE 2  | POR    | KEN   | FRA   |        |        |        |        |       |       |        | GBR 4  |     | 10   | 28     |
| 1987    | Jolly Club                       | Lancia Delta HF 4WD     |       |        |        |       |       | GRI NF |        |        |        |       | ITA 8 | IVK    |        |     | 10   | 28     |
| 1987    | Nissan Motorsports International | Nissan 200SX            |       |        |        |       |       |        | VST NF | NZL    | ARG    | FIN   |       |        |        |     | 10   | 28     |
| 1988    | Lancia Martini                   | Lancia Delta HF 4WD     | MON   | ZWE NF |        |       |       |        |        |        |        |       |       |        |        |     | 8    | 30     |
| 1988    | Lancia Martini                   | Lancia Delta Integrale  |       |        | POR NF | KEN   | FRA   | GRI 2  | VST    | NZL    | ARG    | FIN 2 | IVK   | ITA    | GBR NF |     | 8    | 30     |
| 1989    | Astra Team Italia                | Lancia Delta Integrale  | ZWE 4 | MON    | POR    | KEN   | FRA   | GRI    | NZL    |        |        |       |       |        |        |     | 4    | 50     |
| 1989    | Lancia Martini                   | Lancia Delta Integrale  |       |        |        |       |       |        |        | ARG 1  |        |       |       |        |        |     | 4    | 50     |
| 1989    | Mitsubishi Ralliart Europe       | Mitsubishi Galant VR-4  |       |        |        |       |       |        |        |        | FIN 1  | AUS   | IVK   | ITA    | GBR    |     | 4    | 50     |
| 1990    | Toyota Team Europe               | Toyota Celica GT-Four   | MON 7 | POR    |        |       | GRI 4 | NZL    | ARG    | FIN NF | AUS NF | ITA 6 | IVK   | GBR    |        |     | 5    | 32     |
| 1990    | Toyota Team Kenya                | Toyota Celica GT-Four   |       |        | KEN 3  | FRA   |       |        |        |        |        |       |       |        |        |     | 5    | 32     |
| 1991    | Toyota Team Kenya                | Toyota Celica GT-Four   | MON   | ZWE    | POR    | KEN 2 | FRA   |        |        |        |        |       |       |        |        |     | 10   | 27     |
| 1991    | Toyota Team Europe               | Toyota Celica GT-Four   |       |        |        |       |       | GRI 6  | NZL    | ARG 6  | FIN    | AUS   | ITA   | IVK    | SPA    | GBR | 10   | 27     |
| 1992    | Toyota Team Kenya                | Toyota Celica Turbo 4WD | MON   | ZWE    | POR    | KEN 4 | FRA   | GRI    | NZL    | ARG    | FIN    | AUS   | ITA   | IVK    | SPA    | GBR | 25   | 10     |
| 1993    | Ford Motor Co Ltd.               | Ford Escort RS Cosworth | MON   | ZWE NF | POR    | KEN   | FRA   | GRI    | ARG    | NZL    | FIN    | AUS   | ITA   | SPA    | GBR    |     | -    | 0      |